# Pandora's Box (chanson)
Pour les articles homonymes, voir Pandora's Box.
Singles de Orchestral Manoeuvres in the Dark
Sailing on the Seven Seas (en)
(1991) Then You Turn Away (en)
(1991)
Pandora's Box, sous-titrée It's a Long, Long Way pour la version américaine, est une chanson d'Orchestral Manoeuvres in the Dark tirée de leur huitième album studio Sugar Tax paru en 1991. La chanson est le deuxième single de l'abum et sort le 24 juin 1991.
Inspirée par l'actrice de films muets Louise Brooks et son rôle dans le film de 1929, Loulou, Pandora's Box en anglais, elle traite du côté moins glamour de la célébrité .
Le single s'est classé dans le top 10 au Royaume-Uni et dans toute l'Europe. Trois remixes sont réalisés pour cette sortie, respectivement par Danny Griffiths, Carl Segal et Steve Anderson. Le remix le plus court d'Anderson est la version principale du single. D'autres remixes et montages figurent sur les éditions promotionnelles et limitées.

## Réception
Dans une rétrospective pour AllMusic, le critique Dave Thompson note un « fabuleux arrangement pour danser », une « mélodie jubilatoire » et un « rythme endiablé qui défie les efforts pour ne pas se déhancher ». Il indique également que le son enjoué de la chanson démentait « l'histoire tragique » de ses paroles, qui traitent du « revers de la célébrité et de la fortune ».
KROQ classe la chanson comme la 21e plus grande de 1991, tandis que MTV Europe la place à la 55e place.

## Clip vidéo
La vidéo est en noir et blanc et met en scène Louise Brooks et le chanteur Andy McCluskey. Selon l'introduction de la vidéo, toutes les scènes de l'actrice dans la vidéo sont tirées du film original de 1929.

## Classements
| Classements (1991–1992)                                  | Meilleur Classement |
| -------------------------------------------------------- | ------------------- |
| Australie (ARIA)                                         | 53                  |
| Royaume-Uni (UK Singles Chart)                           | 7                   |
| Autriche (Ö3 Austria Top 40)                             | 7                   |
| Belgique (Flandre Ultratop 50 Singles)                   | 17                  |
| Eurochart Hot Dance Music/Maxi-Singles Sales (Billboard) | 18                  |
| France (SNEP)                                            | 49                  |
| Allemagne (Media Control AG)                             | 11                  |
| Irlande (Irish Singles Chart)                            | 19                  |
| Suède (Sverigetopplistan)                                | 7                   |
| US Dance Club Songs (Billboard)                          | 11                  |
| US Dance Singles Sales (Billboard)                       | 25                  |
| US Modern Rock Tracks (Billboard)                        | 19                  |

| Classement (1991)                        | Position |
| ---------------------------------------- | -------- |
| Allemagne (Classement officiel allemand) | 67       |
| Royaume-Uni (OCC)                        | 81       |